# Tamuan
Le tamuan est une langue austronésienne parlée en Indonésie, dans le Sud de Kalimantan, dans l'île de Bornéo. La langue appartient à la branche malayo-polynésienne des langues austronésiennes.

## Classification
Le tamuan est une des formes de malais parlées par des populations dayaks. Il est classé est parmi les langues malaïques, un des groupes de langues malayo-polynésiennes occidentales.

## Vocabulaire
Exemples du vocabulaire de base du tamuan, comparé avec l'indonésien :
| français | tamuan   | indonésien |
| -------- | -------- | ---------- |
| un       | sa       | satu       |
| cinq     | lima     | lima       |
| cendres  | habu     | abu        |
| pleuvoir | hujan    | ujan       |
| maison   | daŋau    | ruma       |
| village  | kampʊŋ   | kampung    |
| genou    | tuwʊt    | lutut      |
| souffler | bahʊmbʊs | bertiup    |
| petit    | kɔni'    | kecil      |

## Sources
- (en) Alfred B. Hudson, 1976, The Barito Isolects of Borneo. A Classification Based on Comparative Reconstruction and Lexicostatics, Data Paper: Number 68, Ithaca, Department of Asian Studies, Cornell University.